# Voulge
Die Voulge, auch Boulge oder Bouge genannt, ist eine Stangenwaffe. Sie wurde vom Spätmittelalter bis zur Moderne in verschiedenen europäischen Ländern benutzt.

## Beschreibung
Die Voulge ist einer Helmbarte sehr ähnlich. Die Helmbarten sind aus den verschiedenen Formen der Voulge entwickelt worden, da die Voulge bereits früher im Gebrauch war. Die Voulge besteht aus einer axtähnlichen Klinge, die mit zwei Augen am Schaft befestigt ist. In der Regel ist die Klinge mit einer geraden oder gebogenen Schneide und einer spitzen Stoßklinge ausgestattet. Bei manchen Versionen ist zwischen den Befestigungsaugen eine weitere Klinge mit der Hilfe eines zusätzlichen Auges befestigt. Diese Klingen sind meist leicht gebogen. Bei frühen Versionen wurde diese zusätzliche Klinge an das Blatt gelötet, bei anderen wurden die Augen durch einen Sockel ersetzt. Es gibt verschiedene Versionen, die sich in Form und Größe unterscheiden. Einige, zu späterer Zeit benutzte Stangenwaffen, die zweihändig geführt wurden und breite, schwere Klingen besaßen, wurden ebenfalls als Voulge bezeichnet.